# 小短趾百灵属
小短趾百灵属（学名：Alaudala）是百灵科下的一个属。

## 下属物种
本属包括以下物种：
- 短趾百灵 Alaudala cheleensis Swinhoe, 1871，亚洲短趾百灵